# 475
L'any 475 (CDLXXV) va ser un any comú que començava el dimecres del calendari julià. Aleshores era conegut com l'Any del Consolat de Zenó sense col·lega (o, amb menys freqüència, l'any 1228 Ab urbe condita). La denominació 475 per a aquest any s'ha utilitzat des del període medieval primerenc, quan l'era del calendari Anno Domini es va convertir en el mètode predominant a Europa per nomenar els anys.

## Esdeveniments

#### Imperi Romà
- 9 de gener L'emperador Zenó abdica sota pressió, ja que l'oncle de la seva dona Basiliscus fa un cop d'estat a Constantinoble, amb el suport del conseller de confiança i company d'Isauria de Zenó. Il·lustració. Basiliscus usurpa el tron i és proclamat nou emperador (August) de l'Imperi Romà d'Orient. Comença un regnat de 20 mesos; Zeno i els seus partidaris fugen a Isauria.[1]
- 9 d'abril  Basiliscus emet una carta circular (Enkyklikon) als bisbess del seu imperi, promovent la posició cristològica Miaphysite. Aquestes opinions religioses el faran molt impopular.[2]
- Estiu  L'emperador Julius Nepos concedeix als visigots al rei Euric la tinença legal de les seves conquestes, que inclouen Provença (regió de la Gàl·lia), a canvi de la total independència.[3]
- 28 d'agost Magister Militum Orestes pren el control del govern a Ravenna, i obliga Julius Nepos a fugir a Dalmàcia.[4]
- 31 d'octubre Romulus Augustulus és instal·lat com a emperador pel seu pare Orestes, que esdevé regent en efecte de l'Imperi Romà d'Occident. August finalment governarà durant 10 mesos, com l'últim emperador occidental.[5]

#### Àsia
- Bodhidharma, monjo budista, viatja a la Xina i comença a ensenyar el Laṅkāvatāra Sūtra (data aproximada).[6]
- Gongju es converteix en la capital de Baekje, i està amenaçada per Goguryeo, que conquereix la vall del Riu Han (Corea).[7]
- Munju esdevé rei de Baekje.[8]